# ابراهیم ترائوره (بازیکن فوتبال)
ابراهیم ترائوره (انگلیسی: Ibrahim Traoré؛ زادهٔ ۱۶ سپتامبر ۱۹۸۸) بازیکن فوتبال اهل ساحل عاج است.
از باشگاه‌هایی که در آن بازی کرده است می‌توان به باشگاه فوتبال اسلاویا پراگ اشاره کرد.
وی همچنین در تیم ملی فوتبال ساحل عاج بازی کرده است.